# Składam się z ciągłych powtórzeń
Składam się z ciągłych powtórzeń – pierwszy solowy album studyjny polskiego wokalisty i kompozytora Artura Rojka wydany nakładem wytwórni muzycznej Kayax. Premiera wydawnictwa miała miejsce 4 kwietnia 2014 roku.
Płytę poprzedził wydany 24 lutego 2014 roku singel „Beksa”, do którego powstał również teledysk. Wydawnictwo zawiera 10 utworów, spośród których dwa są kompozycjami zaprezentowanymi szerszej publiczności wcześniej. Artur Rojek przedstawił utwór „Lato 76” w trakcie audycji na żywo w Programie III Polskiego Radia w 2007 roku. Z wcześniejszego okresu pochodzi również utwór „Kot i pelikan”. Obie kompozycje zyskały nowe aranżacje.
Album promowany był trasą koncertową wokalisty rozpoczętą 28 marca w Nowym Sączu.
Producentem płyty został Bartosz Dziedzic znany ze współpracy m.in. z Moniką Brodką czy Lechem Janerką.
Album uzyskał certyfikat podwójnie platynowej płyty.

## Lista utworów
1. „Lato 76” – 4.06 (Tekst i muzyka: Artur Rojek/Bartosz Dziedzic)
2. „Beksa” – 4.01 (Tekst i muzyka: Artur Rojek/Bartosz Dziedzic; reżyser teledysku: Michał Braum)
3. „Krótkie momenty skupienia” – 3.39 (Tekst i muzyka: Artur Rojek/Bartosz Dziedzic)
4. „Czas, który pozostał” – 3.59 (Tekst i muzyka: Artur Rojek/Bartosz Dziedzic)
5. „Kot i pelikan” – 3.59 (Tekst i muzyka: Artur Rojek/Bartosz Dziedzic)
6. „Kokon” – 2.44 (Tekst i muzyka: Artur Rojek/Bartosz Dziedzic)
7. „To co będzie” – 3.15 (Tekst i muzyka: Artur Rojek/Bartosz Dziedzic)
8. „Syreny” – 3.36 (Tekst i muzyka: Artur Rojek/Bartosz Dziedzic/Radek Łukasiewicz)
9. „Lekkość” – 3.41 (Tekst i muzyka: Artur Rojek/Bartosz Dziedzic/Radek Łukasiewicz)
10. „Pomysł 2” – 2.08 (Tekst i muzyka: Artur Rojek/Bartosz Dziedzic)

## Nagrody i wyróżnienia
- „Album Roku 2014” według portalu musicis.pl: 1 miejsce[15]
- „Najczęściej słuchany album roku 2014” portali streamingowych WiMP i Deezer, a 5. pozycja w Spotify[16]
- „Płyta roku 2014 – Polska” według Gazety Wyborczej: 2. miejsce[17]
- „Podsumowanie roku 2014: Najważniejsze polskie płyty rockowe wydane w 2014” według Eska Rock: 4. miejsce[18]
- „Polska Płyta Roku” według portalu Brand New Anthem: 5. miejsce[19]
- „Najlepsze polskie płyty 2014” według T-Mobile Music: 6[20]

## Certyfikat
| Kraj          | Certyfikat         | Sprzedaż |
| ------------- | ------------------ | -------- |
| Polska (ZPAV) | 2x platynowa płyta | 60 000+  |